# 彭美嫦
彭美嫦（Shirley Pang Mei Sheung；1933年9月27日—），香港甘草女演員，爲影視特約演員，曾爲內地舞臺劇演員，現時主要參演無綫電視劇集。

## 簡介
彭美嫦於香港出生，在八歲時日軍攻打香港，家人被迫遷居深圳住在茅屋，後來再回港，但不久後因父親需尋找工作而再次回內地。父親原本想去重慶工作，但因重慶也淪陷所以一家留在中山，而彭美嫦就在中山過青少年時期。中學時期，彭美嫦參與一些文藝活動，後來部隊的文工團招人，但因她在香港出生所以不適合加入，但她依然有在團體內演出，直到結婚生子爲止。
八十年代，彭美嫦跟隨丈夫搬去深圳，轉行做人力資源，偶爾也會參加業餘唱歌表演。後來她五十多歲時在內地退休，決定回香港定居，而家人就留在內地。有一次她在街上被星探發掘邀請拍廣告，第一套爲芝麻餅乾廣告。
除廣告外，彭美嫦後來也參與電視電影拍攝，多年來一直在無綫電視當特約演員，演出不同角色，大部分角色都不會在演員名單留名。 近年她也有參與電影配音，如《美人魚》的人魚師太。

## 演出作品

### 電視劇（無綫電視）
| 首播   | 劇名                       | 角色                                     |
| 1994年 | 新重案傳真                 | 垃圾婆                                   |
| 1994年 | 餐餐有宋家                 | 張老太                                   |
| 1996年 | 天降財神                   | 阿 婆                                    |
| 1999年 | 命轉情真                   | 老 婦                                    |
| 2000年 | 男親女愛                   | 芍 藥                                    |
| 2000年 | FM701                      | 太極阿婆                                 |
| 2000年 | 妙手仁心II                 | 病 人                                    |
| 2000年 | 妙手仁心II                 | 張議員                                   |
| 2000年 | 碧血劍                     | 瘋 婦                                    |
| 2001年 | 美味情緣                   | 百里鮮客人                               |
| 2003年 | 皆大歡喜                   | 茶 客                                    |
| 2003年 | 律政新人王                 | 李老太                                   |
| 2003年 | 美麗在望                   | 老 妻（第19集）                          |
| 2004年 | 足秤老婆八両夫             | 婆 婆                                    |
| 2004年 | 水滸無間道                 | 張 婆                                    |
| 2005年 | 本草藥王                   | 尼 姑                                    |
| 2006年 | 高朋滿座                   | 婆 婆                                    |
| 2006年 | 上海傳奇                   | 阿四母（第7集）                          |
| 2006年 | 滙通天下                   | 非 母                                    |
| 2007年 | 同事三分親                 | 廣告女主角（第48集）                     |
| 2007年 | 同事三分親                 | 婆 婆（第85集）                          |
| 2007年 | 同事三分親                 | 伍 姐（第341集）                         |
| 2007年 | 鐵咀銀牙                   | 六 婆                                    |
| 2008年 | 野蠻奶奶大戰戈師奶         | 報攤檔主                                 |
| 2010年 | 施公奇案II                 | 林狗母                                   |
| 2010年 | 巾幗梟雄之義海豪情         | 茶 客                                    |
| 2010年 | 刑警                       | 玲 母                                    |
| 2011年 | 誰家灶頭無煙火             | 包租婆                                   |
| 2011年 | 花花世界花家姐             | 醫院阿姐                                 |
| 2011年 | 團圓                       | 林 太                                    |
| 2011年 | 真相                       | 佟梅蘭                                   |
| 2011年 | 法證先鋒III                | 老婆婆                                   |
| 2012年 | 愛·回家                    | 金淑德（表姨婆；第11、156、203集）       |
| 2012年 | 愛·回家                    | 香 婆（第83集）                          |
| 2012年 | 愛·回家                    | 喜 婆（第324集）                         |
| 2012年 | 愛·回家                    | Norah（霞奶奶；第410、413、431、610集）  |
| 2012年 | 耀舞長安                   | 客棧老闆娘                               |
| 2012年 | 衝呀！瘦薪兵團             | 阿 嬌                                    |
| 2012年 | 回到三國                   | 火咀母（第1集）                          |
| 2012年 | 回到三國                   | 村 民（第14集）                          |
| 2012年 | 怒火街頭2                  | 陳婆婆                                   |
| 2012年 | 護花危情                   | 鍾 太                                    |
| 2012年 | 天梯                       | 婆 仔                                    |
| 2012年 | 法網狙擊                   | 母 親                                    |
| 2013年 | 女警愛作戰                 | 婆 婆                                    |
| 2013年 | 衝上雲霄II                 | 翠養母                                   |
| 2014年 | 使徒行者                   | 茶餐廳老闆娘                             |
| 2014年 | 大藥坊                     | 婆 婆                                    |
| 2014年 | 名門暗戰                   | 三 姐                                    |
| 2015年 | 師奶MADAM                  | 張 婆                                    |
| 2015年 | 樓奴                       | 嬌 婆                                    |
| 2015年 | 收規華                     | 呂陳二彩                                 |
| 2016年 | 警犬巴打                   | 垃圾婆                                   |
| 2016年 | 火線下的江湖大佬           | 蕭 嫂                                    |
| 2016年 | 純熟意外                   | 年 母                                    |
| 2016年 | 性在有情（myTV SUPER首播） | 街 坊                                    |
| 2016年 | 一屋老友記                 | 瓊 姑                                    |
| 2016年 | 為食神探                   | 彩外婆                                   |
| 2016年 | 巨輪II                     | 歐佩倩（九婆婆）                         |
| 2017年 | 愛·回家之開心速遞          | 垃圾婆（第3、12、15、41集）              |
| 2017年 | 愛·回家之開心速遞          | 毛 婆（第118集）                         |
| 2017年 | 愛·回家之開心速遞          | 旅館主人（第440集）                      |
| 2017年 | 愛·回家之開心速遞          | 紙皮婆婆（第1303集）                     |
| 2017年 | 愛·回家之開心速遞          | 影迷會會長（第1349、1388、1432、1624集） |
| 2017年 | 愛·回家之開心速遞          | 院 友（第1505集）                        |
| 2017年 | 愛·回家之開心速遞          | 垃圾婆（第1644集）                       |
| 2017年 | 愛·回家之開心速遞          | 范師奶（第1996集）                       |
| 2017年 | 愛·回家之開心速遞          | 婆 婆（第2081集）                        |
| 2017年 | 愛·回家之開心速遞          | 穩 婆（第2134集）                        |
| 2017年 | 愛·回家之開心速遞          | 婆 婆（第2216集）                        |
| 2017年 | 愛·回家之開心速遞          | 婆 婆（第2367集）                        |
| 2017年 | 愛·回家之開心速遞          | 婆 婆（第2400集）                        |
| 2017年 | 愛·回家之開心速遞          | 婆 婆（第2466集）                        |
| 2017年 | 同盟                       | 戴老太                                   |
| 2017年 | 誇世代                     | 宋家長輩                                 |
| 2017年 | 溏心風暴3                  | 紙紮鋪老闆娘                             |
| 2018年 | 平安谷之詭谷傳說           | 立秋阿娘                                 |
| 2018年 | 果欄中的江湖大嫂           | 婆 婆（第18集）                          |
| 2018年 | 果欄中的江湖大嫂           | 李婆婆（第24集）                         |
| 2018年 | 再創世紀                   | 張婆婆                                   |
| 2019年 | 廉政行動2019               | 水上人                                   |
| 2019年 | 金宵大廈                   | 紙皮婆婆（第14集）                       |
| 2020年 | 法證先鋒IV                 | 婆 婆                                    |
| 2020年 | 迷網                       | 聰 媽                                    |
| 2021年 | 伙記辦大事                 | 豐 母                                    |
| 2021年 | 七公主                     | 院 友                                    |
| 2021年 | 把關者們                   | 客 人                                    |
| 2022年 | 鐵拳英雄                   | 街坊母                                   |
| 2022年 | 雙生陌生人                 | 婆 婆                                    |
| 2022年 | 回歸                       | 若彤外婆                                 |
| 2022年 | 下流上車族                 | 張老太                                   |
| 2023年 | 新四十二章                 | 狗仔妻                                   |
| 2023年 | 隱門                       | 垃圾婆                                   |
| 2023年 | 你好，我的大夫             | 婆 婆                                    |
| 2024年 | 飛常日誌                   | 孫婆婆                                   |

### 電視劇（亞洲電視）
| 首播   | 劇名     | 角色     |
| 2003年 | 萬家燈火 | Lily外婆 |

### 電視劇（ViuTV）
| 首播   | 劇名          | 角色           |
| 2020年 | 暖男爸爸      | 芷明母         |
| 2021年 | 大叔的愛      | 婆 婆          |
| 2022年 | 反起跑線聯盟  | 毛悅嫦（嫲嫲） |
| 2022年 | 冥冥之中      | 坐輪椅婆婆     |
| 2022年 | 百萬同居計劃  | 雲 姐          |
| 2024年 | 反起跑線聯盟2 | 毛悅嫦（嫲嫲） |

### 電視劇（邵氏兄弟）
| 首播   | 劇名           | 角色                   |
| 2021年 | 飛虎之壯志英雄 | 許森外婆（第12、18集） |

### 電視劇（香港電台）
| 首播   | 劇名／單元           | 角色   |
| 1997年 | 性本善：性本無忌     | 外 婆  |
| 2001年 | 現代童話：屋邨三小豬 | 朱嫲嫲 |

### 電影
- 1992年：《表姐，妳好嘢！3之大人駕到》飾 小蔡
- 1993年：《新難兄難弟》飾 羅娜母
- 1994年：《正月十五之一生一世》
- 1994年：《正乞兒》
- 1995年：《呆佬拜壽》飾 弟工人
- 1995年：《公僕II》飾 漢母
- 1996年：《古惑女之決戰江湖》飾 阿維母
- 1996年：《四個32A和一個香蕉少年》飾 兆尊母
- 1998年：《陰陽路之升棺發財》飾 母親
- 1998年：《愛在娛樂圈的日子》飾 馨母
- 1998年：《非常警察》飾 大雞母親
- 2000年：《古惑女2》飾 平姐 (阿昌母)
- 2001年：《靚女差館》飾 陳太
- 2002年：《慳錢家族》飾 祥母
- 2003年：《忘不了》飾 梁偉文母親
- 2004年：《大事件》飾 殉職警察母親
- 2005年：《凶男寡女》飾 士多老闆娘
- 2008年：《深海尋人》飾 護士長
- 2011年：《猛鬼愛情故事》飾 高校長
- 2014年：《恐怖在線》飾 包租婆
- 2019年：《Hello, Love, Goodbye（英语：Hello, Love, Goodbye）》飾 PoPo (Mrs. Chung)
- 2019年：《犯罪現場》飾 八妹
- 2020年：《死因無可疑》
- 2020年：《拆彈專家2》飾 陳景圖家属
- 2023年：《死亡通知單》飾 韓少虹母親

### 綜藝節目（無綫電視）
- 2013年：《玩嘢王》（第2集）飾 扮暈婆婆

### 廣告
- 香港政府子宮頸癌廣告

## 配音作品

### 電影
- 2016年：《美人魚》 配 人魚師太

## 出面網頁
- 彭美嫦在香港影庫上的簡介